# Caballos del Vino

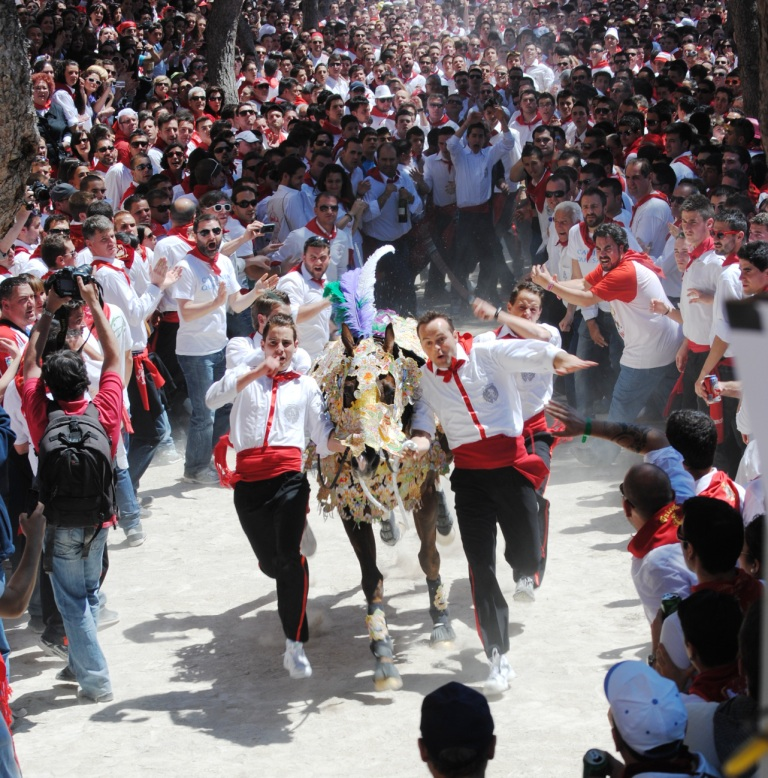
Carrera de los Caballos del Vino il 2 di maggio

Los Caballos del Vino (I cavalli del vino) è una festa che si tiene a Caravaca de la Cruz nella regione di Murcia in Spagna tra l'1° ed il 3 maggio di ogni anno.
Viene organizzata dal Bando de los Caballos del Vino, una federazione composta da 60 associazioni chiamate peñas caballistas
Le 60 peña, con i loro rispettivi cavalli, partecipano a 3 diversi concorsi: concurso de Caballos a Pelo, de Enjaezamiento e de Carrera.
La festa dello Caballos del Vino è la più rappresentativa del paese e si svolge a capo della festa Fiestas en Honor a la Santísima y Vera Cruz (Festa in onore della santissima e vera Croce), celebrata dal primo al cinque maggio, e che ogni anno attrae in città più di 100.000 turisti da tutto il mondo.
Questa festa, in Spagna, nel 2004 è stata dichiarata di interesse turistico internazionale e patrimonio culturale immateriale dall'UNESCO nel 2020.